# Ransoneringskort

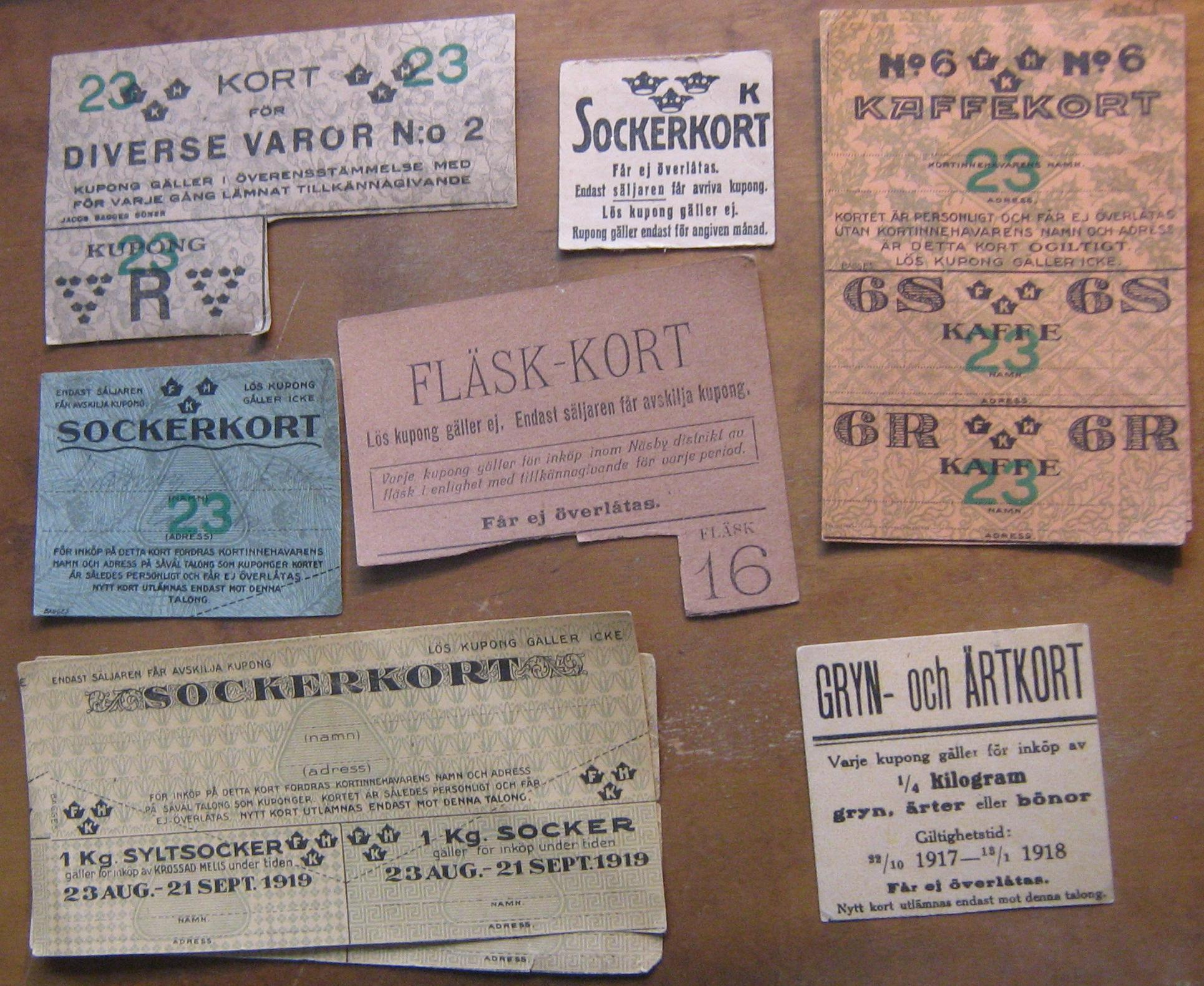
Ransoneringskort från första världskriget.

Ransoneringskort är ett fysiskt kort med ett visst antal kuponger som berättigar innehavaren att köpa en viss ranson av en vara och som används vid ransonering av varor eller tjänster, främst  för livsmedel och dagligvaror, till exempel kaffe, socker och potatis.
Under och efter första världskriget utdelades de i Sverige av Folkhushållningskommissionen, och under och efter andra världskriget av Statens livsmedelskommission.
I Finland under andra världskriget kallades de för Statens köpkort (finska: Valtion ostokortti).

## Galleri
| Ransoneringskort | Ransoneringskort |
| --- | ---------------- |
| - Ägg - Kaffe och te - Tobak - Påbrödskort, berättigande till inköp av viss mängd bröd och mjöl utöver normalransonen, vilket kunde tilldelas personer med tungt arbete - Ransoneringskort för bensin från 1974 - Ransoneringskort från första världskriget |                  |

## Förteckning över svenska ransoneringskort - 1941
- A - beredskapskort
- B - kaffekort
- C - kakaokort
- D - tvätt och rengöringsmedel
- E - mjöl och bröd
- F - småbarnskort
- G - Fläsk
- GS - köttvaror
- H - socker
- J - ljus
- K - beredskapskort
- L och Lp - rabattkort för matfett
- M och Mp - matfettskort
- O och Op - rabattkort för mjölk
- R - Råg
- S - Kött
- SKO - Sko, Skovaror och reparationer
- SR - Reservkuponger
- T - beredskapskort
- TX - Textilvaror
- U - beredskapskort
- V - Vete
- VR - mjöl och bröd
- X - beredskapskort
- Y - tobak
- Ä - ägg
- Ö -